# Проезд Комсомольской Площади
Прое́зд Комсомо́льской пло́щади — улица в центре Москвы в Красносельском районе от Комсомольской площади, проходит между железнодорожными линиями. Фактически представляет собой служебную территорию железнодорожного ведомства.

## Происхождение названия
Название дано в 1990 году по прилеганию проезда к Комсомольской площади.

## Описание
Проезд Комсомольской площади фактически состоит из 2 рукавов, которые начинаются от северной стороны Комсомольской площади и проходят на север между железнодорожными линиями: один рукав проходит вдоль Ленинградского вокзала с запада от линий Октябрьской железной дороги, а второй — между линиями Октябрьского и Ярославского направлений. Сам проезд и большинство зданий на проезде относится к железнодорожным службам обоих вокзалов и числятся за Комсомольской площадью.
Все въезды на территорию проезда перекрыты постами охраны со шлагбаумами, въезд по пропускам. Также на территории проезда (въезд с левой стороны от Ленинградского вокзала) находится платная стоянка с почасовой и суточной оплатой.

## Здания и сооружения
по нечётной стороне:
по чётной стороне:
- Дом 16 — Мостожелезобетонконструкция; Трансстроймеханизация.